# 情炎の美姫
『情炎の美姫』（The Divine Lady）は、フランク・ロイド監督による1929年のアメリカ合衆国の映画である。E・バリントンの小説を原作としている。

## キャスト
- コリンヌ・グリフィス - エマ・ハミルトン
- ヴィクター・ヴァルコニ - ホレーショ・ネルソン
- H・B・ワーナー（英語版） - ウィリアム・ハミルトン
- イアン・キース（英語版） - チャールズ・グレヴィル
- マリー・ドレスラー - エマの母

## 受賞とノミネート
| 賞           | 部門       | 候補                 | 結果       |
| ------------ | ---------- | -------------------- | ---------- |
| アカデミー賞 | 監督賞     | フランク・ロイド     | 受賞       |
| アカデミー賞 | 主演女優賞 | コリンヌ・グリフィス | ノミネート |
| アカデミー賞 | 撮影賞     | ジョン・F・サイツ    | ノミネート |